# Manghier

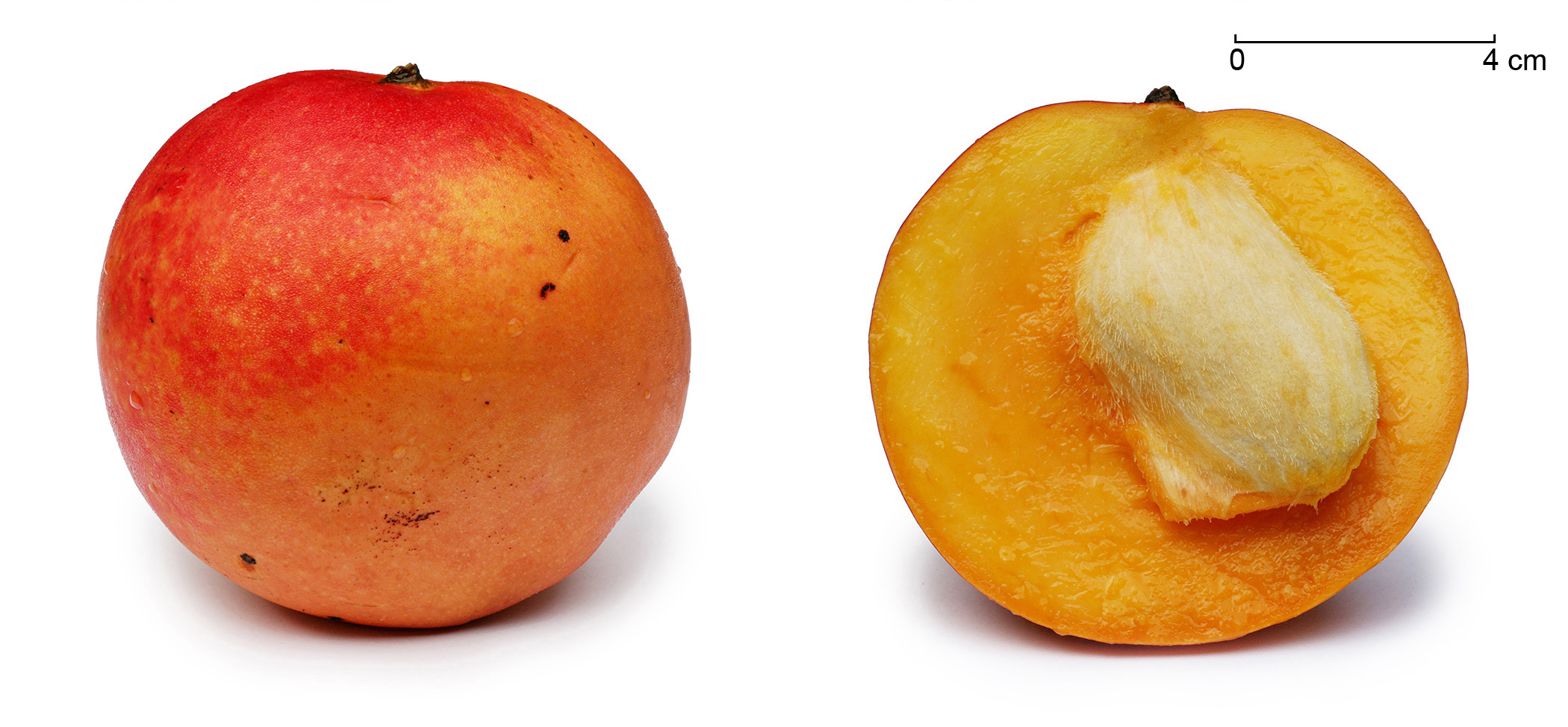
Mango tăiat în secțiune

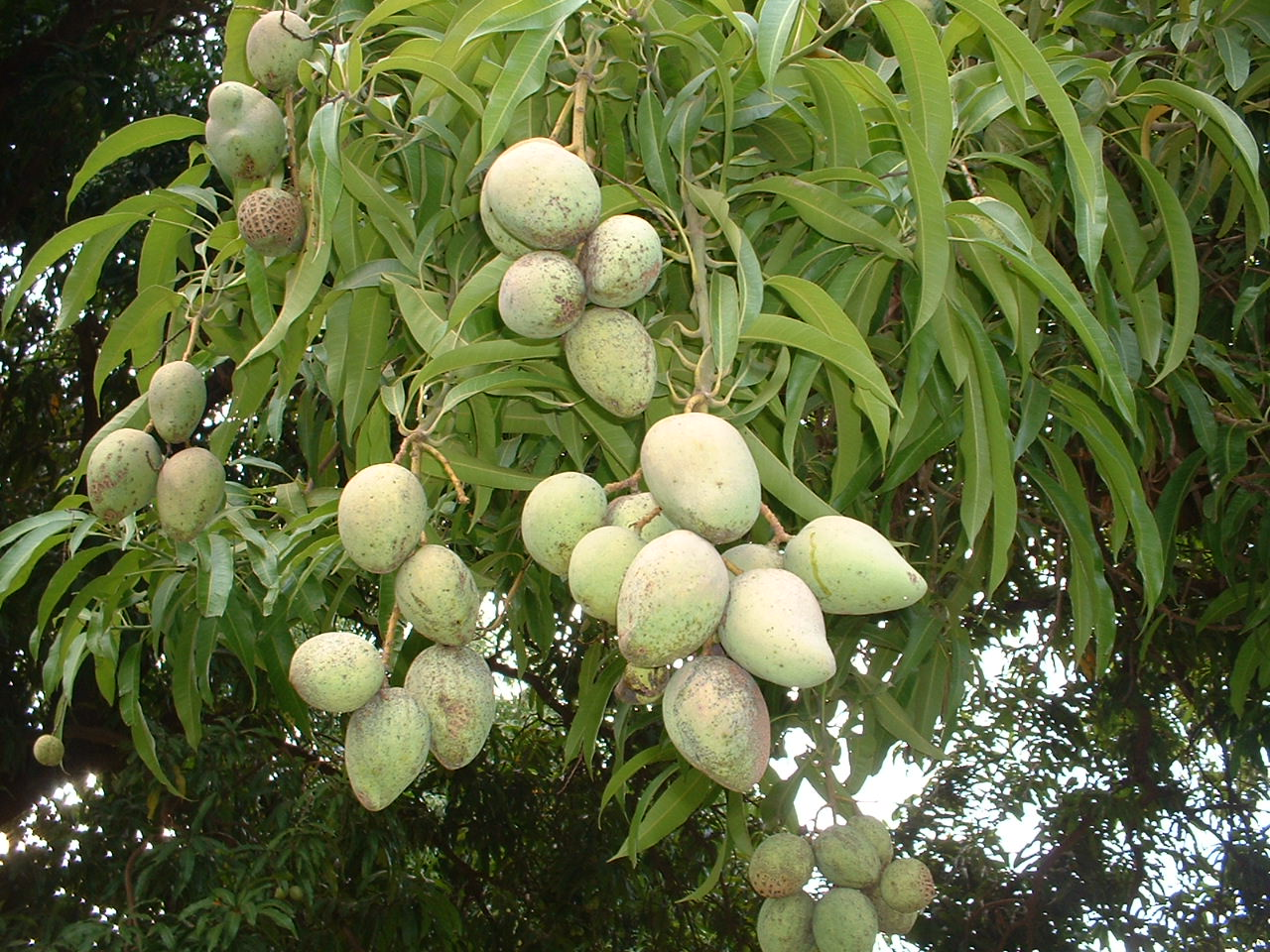
Mango pe copac

Manghierul (Mangifera indica) este un arbore fructifer aparținând genului Mangifera, care constă din numeroase specii aparținând familiei Anacardiaceae. Arborele se pare că provine din Asia de Est, Myanmar, Assuma.
, este un arbore mare stufos, veșnic verde. Mango este fruct național în India, Pakistan și Filipine și este considerat un fruct sacru. Fructul de mango este foarte dulce și aromat, când este copt coaja are o culoare portocalie - roșiatică. Principiile active ale fructului mango: bogat în fibre, antioxidanți, vitaminele A, C, E, B6, K, în Cu, are 17 aminoacizi, Omega 3 și 6, zinc, pectine, amidon.

## Etimologie
Se presupune că numele de „mango” provine de la Malayalam manga, terminologie împrumutată în portugheză în secolul al XVI-lea; din portugheză a trecut în limba engleză.

## Producție și consum
Mango se foloseșc crud în salate, conservate sunt adăugate în deserturi, sosuri, mâncăruri cu carne; nectar, uscate - în bucătăria asiatică se folosesc ca un condiment. Din pulpa mango se prepară: jeleuri, înghețate, gemuri.
Fructele necoapte se păstrează în pungi de hârtie la temperatura camerei, iar cele coapte la frigider, miezul de mango se păstrează bine în pungi la congelator, feliile uscate se mănâncă precum chipsurile.
| An   | Mii de tone |
| ---- | ----------- |
| 1965 | 11 486      |
| 1970 | 12 030      |
| 1975 | 12 768      |
| 1980 | 14 420      |
| 1985 | 16 545      |
| 1990 | 17 051      |
| 1995 | 22 446      |
| 2000 | 24 888      |
| 2005 | 31 203      |
| 2006 | 33 434      |
| 2007 | 34 456      |
| 2008 | 34 994      |
| 2009 | 35 124      |

| India                                                           | ~ 15,19 |
| China                                                           | ~ 4,35  |
| Thailanda                                                       | ~ 2,60  |
| Indonezia                                                       | ~ 2,13  |
| Pakistan                                                        | ~ 1,89  |
| Mexic                                                           | ~ 1,83  |
| Brazilia                                                        | ~ 1,19  |
| Bangladesh                                                      | ~ 0,89  |
| Nigeria                                                         | ~ 0,85  |
| Filipine                                                        | ~ 0,80  |
| Total global                                                    | ~ 38,95 |
| Sursa: UN FAOSTAT Arhivat în 19 iunie 2012, la Wayback Machine. |         |

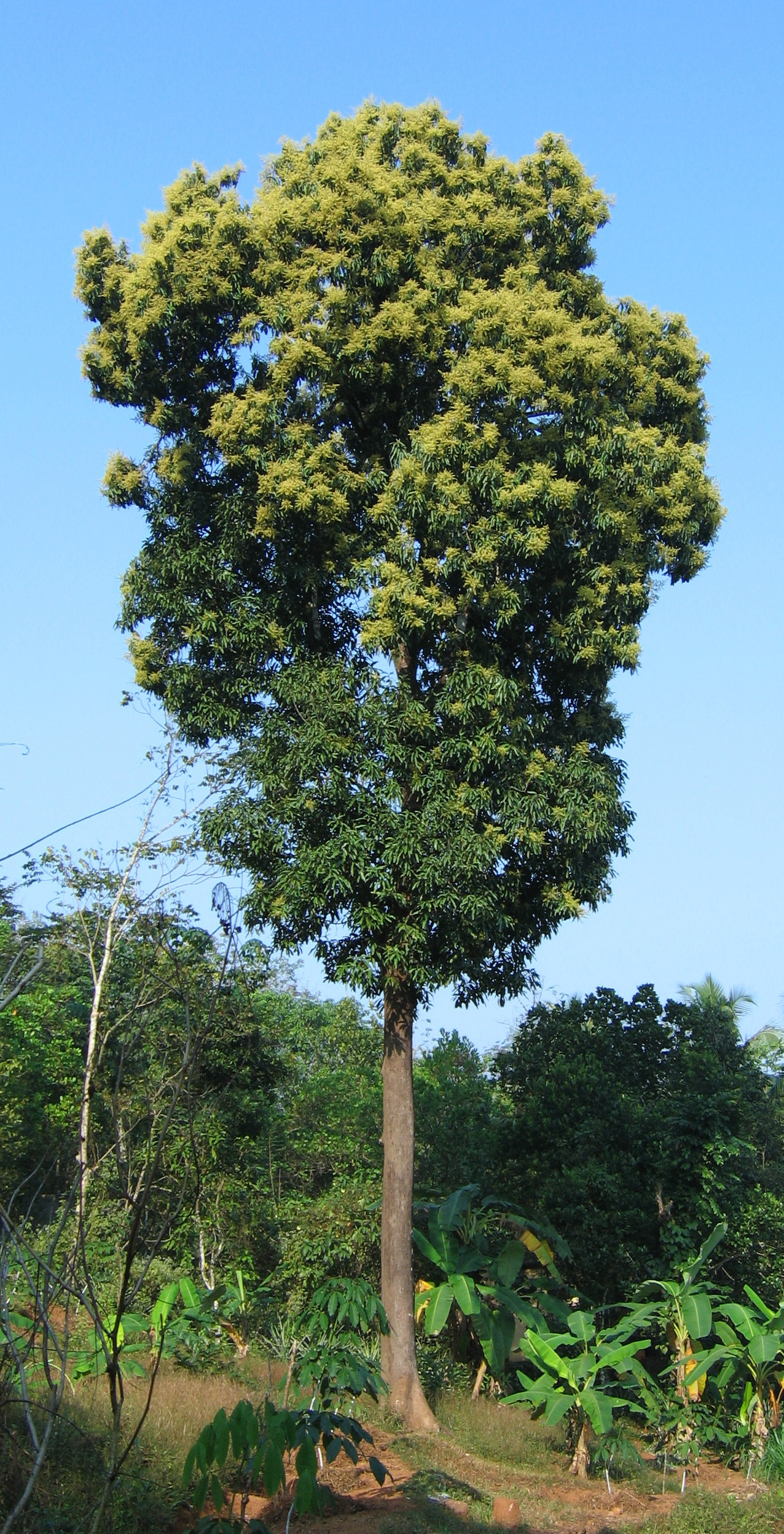
Manghier în Kerala, India
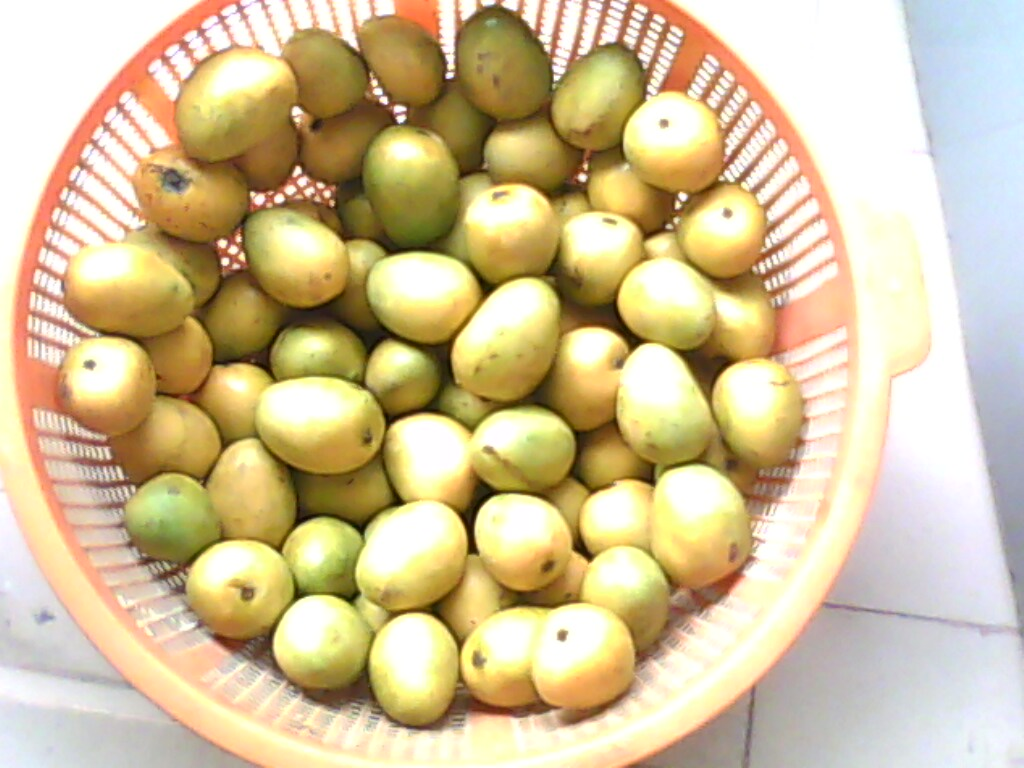
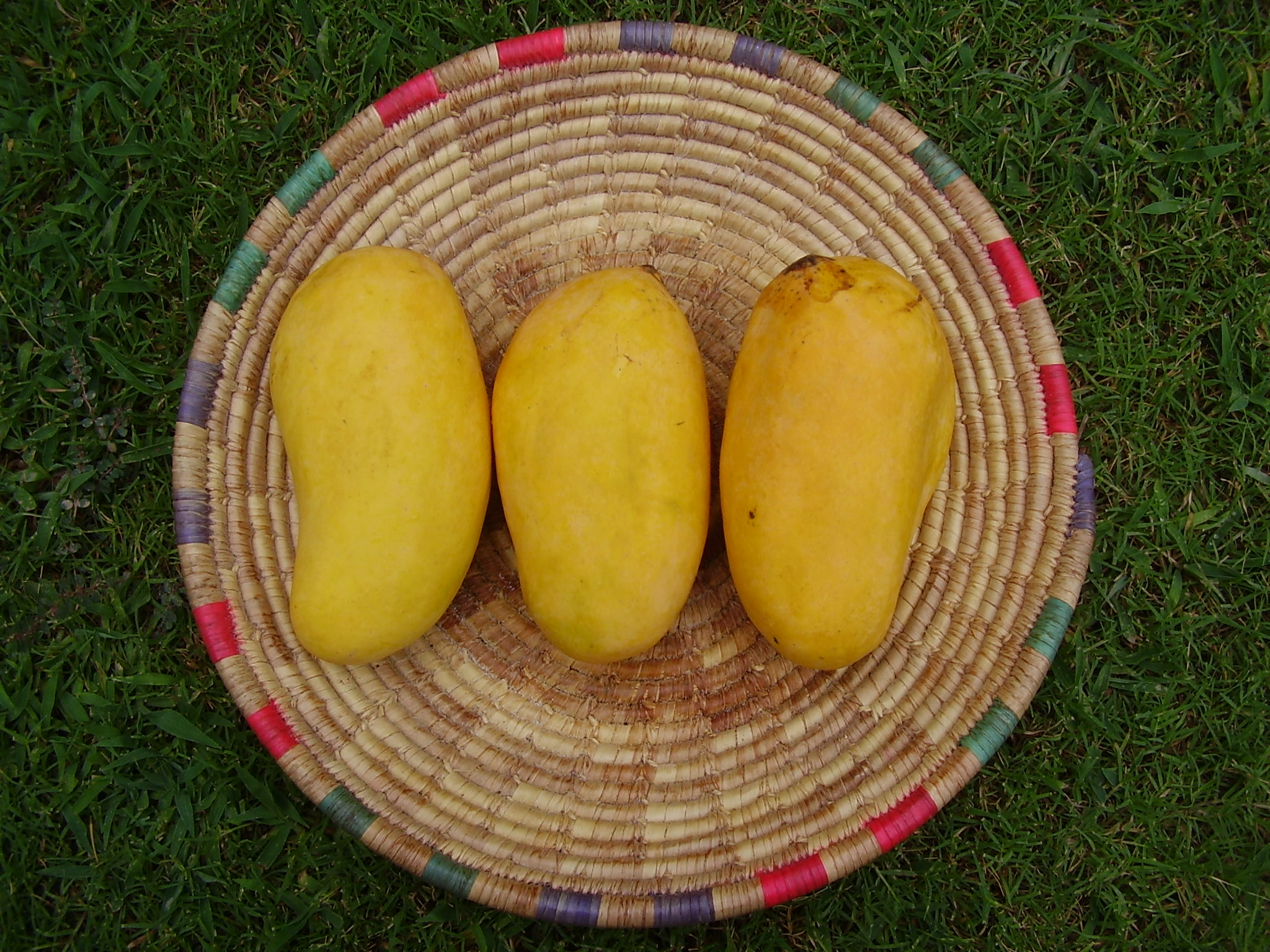
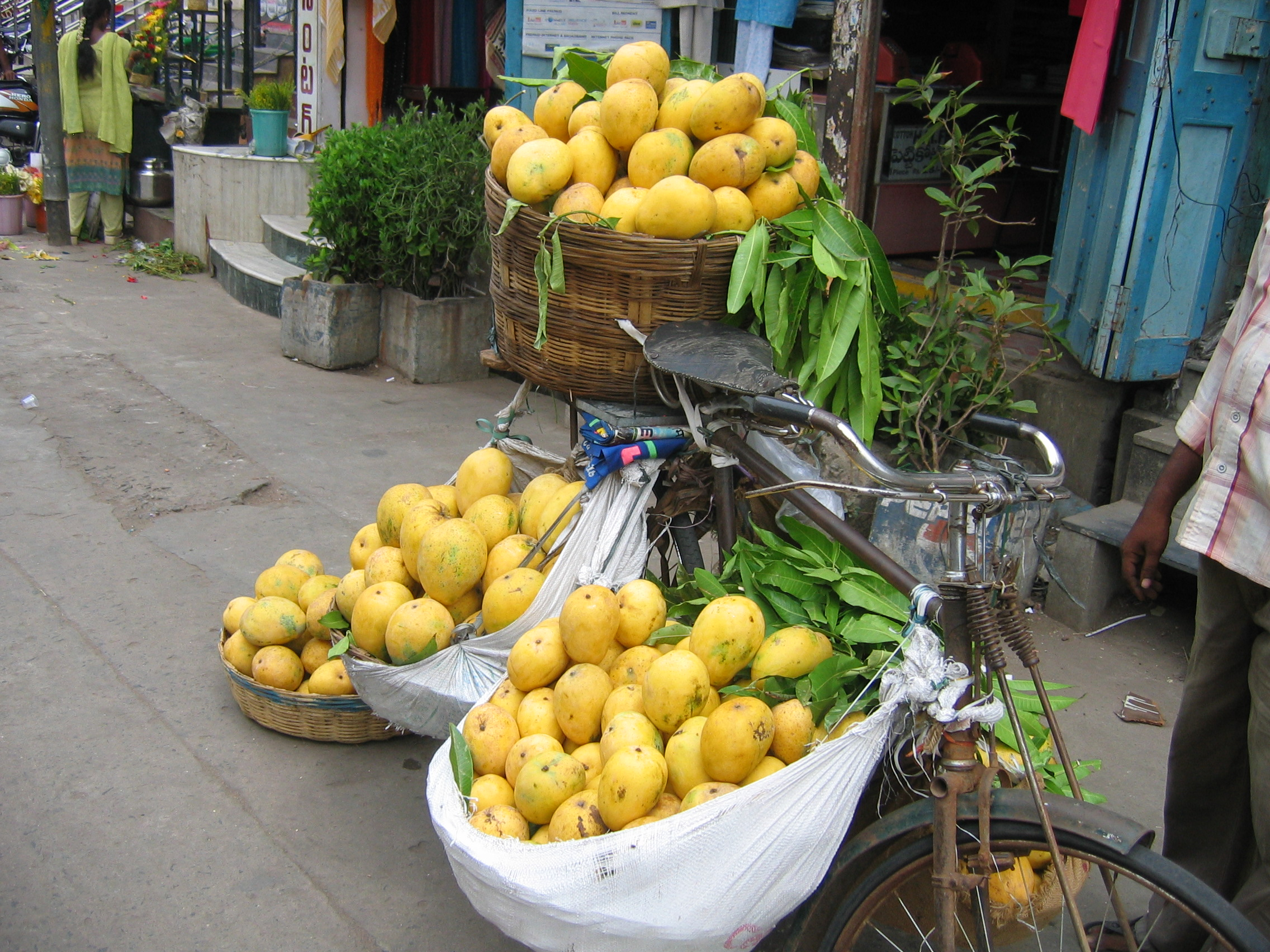
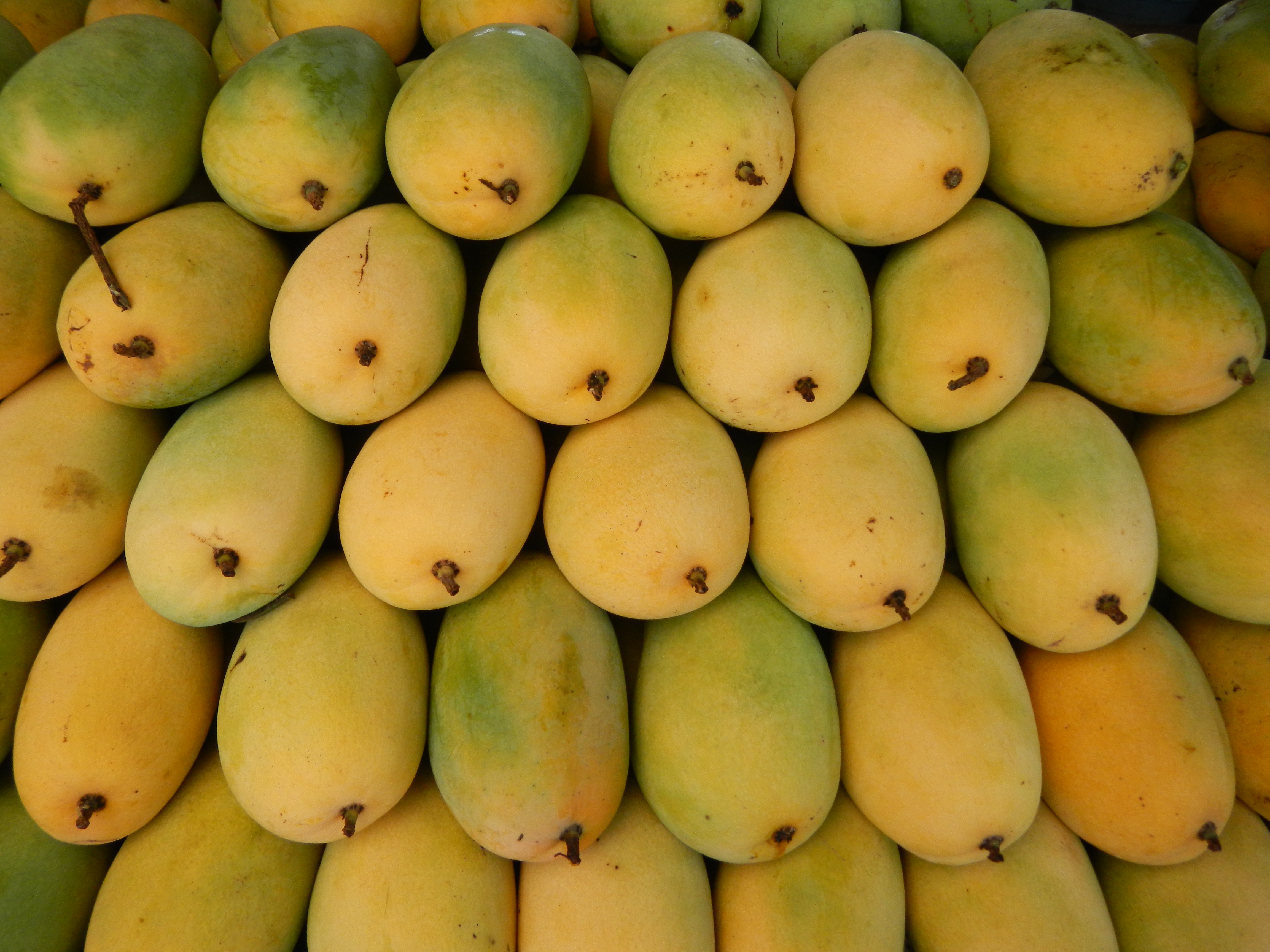